# Mariolina Zitta
Maria Carla Zitta, detta Mariolina (Sondrio, 19 marzo 1961 – Sondrio, 3 febbraio 2024), è stata una cestista italiana.
Giocò in Serie A1 con Geas Sesto San Giovanni, Ferrara, Palermo e Parma.

## Carriera
Mariolina Zitta fu una delle più grandi cestiste della Valtellina, convocata in Nazionale e vincendo un argento all'Europeo Cadette 1978. A 24 anni si ritirò temporaneamente e infine un infortunio al ginocchio la costrinse a lasciare definitivamente il basket nel 1988. Dopo la carriera sportiva, Zitta si dedicò alla musica, studiando musicologia e costruendo strumenti come i litofoni, realizzando sonorizzazioni e concerti in luoghi suggestivi come grotte e caverne. Fu anche un'insegnante appassionata e pubblicò un libro intitolato "Dal pianeta il suono". Mariolina Zitta fu una figura eclettica e riservata, ricordata per il suo talento, la sua dolcezza e il suo spirito libero. Morì a Sondrio il 3 febbraio 2024 all'età di 62 anni dopo una breve malattia. Negli ultimi mesi, tornata da Palermo alla Valtellina, affrontò la malattia con coraggio.

## Palmarès
- Campionato italiano: 1
Geas: 1977-78